# 永井憲一
永井 憲一（ながい けんいち、1931年6月15日 - 2024年10月10日）は、日本の法学者。専門は憲法・教育法。学位は、法学博士（早稲田大学・1978年）（学位論文「教育法学の目的と任務」）。法政大学名誉教授。日本スポーツ学会代表理事、子どもの人権連代表理事。

## 経歴
1931年、群馬県群馬郡車郷村生まれ。1944年、群馬県立高崎中学校入学。1953年、早稲田大学法学部卒業。1956年、同大学院修士課程修了。
1956年玉川大学専任講師、1961年立正大学助教授、教授。1979年法政大学教授。2002年、定年退職、法政大学名誉教授、国士舘大学大学院法学研究科客員教授、愛知学院大学大学院法学研究科教授。
その間、1977年、文部省学術審議会専門委員、東京都社会教育委員。1978年、「教育法学の目的と任務」で、早稲田大学より法学博士の学位を取得（学位授与番号：	乙第301号）。1985年、日本学術会議会員。1986年、日本教育法学会会長、子どもの権利条約ネットワーク代表理事。1987年、教科書裁判支援全国連絡会事務局長。2010年、叙勲（瑞宝中綬章）、日本スポーツ学会代表理事。

## 著書
- 『憲法理念と政治現象 戦後憲法史ノート』早稲田大学出版部　1966
- 『日本国憲法の動態 続・戦後憲法史ノート』早稲田大学出版部　1968
- 『憲法と教育基本権 教育法学のために』勁草書房　1970
- 『国民の教育権』法律文化社　1973　現代の人権双書
- 『教育法学の目的と任務』勁草書房　1974
- 『憲法学の基礎認識』日本評論社　1975
- 『教育法学の展開と課題』学陽書房　1978
- 『教科書問題を考える』総合労働研究所　1981
- 『憲法講義 戦後政治と憲法を考える』敬文堂　1983
- 『主権者教育権の理論』三省堂　1991　現代法学者著作選集
- 『教育法学』エイデル研究所　1993
- 『教育法学の原理と体系 教育人権保障の法制研究』日本評論社　2000
- 『随想言いたい放題 永井憲一先生古稀記念』永井憲一先生古稀記念実行委員会編　2001
- 『私の教壇生活と社会活動の足跡 傘寿を迎えて』私家版 2011
- 『憲法と教育法と共に－主権者教育権の提唱』勁草書房　2014

## 共編著
- 『大学の自治と学生の地位 諸大学の改革案・資料と解説』伊ケ崎暁生共編　成文堂　1970
- 『教育と福祉の権利』小川利夫,平原春好共編　勁草書房　1972
- 『私学の教育権と公費助成』大沢勝共編　勁草書房　1973
- 『教育行政と教育法の理論』兼子仁,平原春好共編　東京大学出版会　1974
- 『学校の憲法教育』勁草書房　1975
- 『教育法を学ぶ 国民の教育権とはなにか』堀尾輝久共編　1976　有斐閣選書
- 『教育基本法文献選集 7 政治教育・宗教教育-第8条・第9条』編　学陽書房　1978
- 『コンメンタール教育法 1 日本国憲法』編著　成文堂　1978　現代法コンメンタール
- 『三省堂新六法』共編　1978-
- 『学校教育と社会教育の結合』勁草書房　1979　教育改革シリーズ
- 『教師と学習指導要領』編著　総合労働研究所　1980
- 『「日本国憲法」なのだ!』赤塚不二夫共編著　草土文化　1983
- 『教育法入門』今橋盛勝共著　日本評論社　1985
- 『資料集臨教審・教育改革の動向 ひとりひとりが議論に参加するために』三輪定宣共編　エイデル研究所　1985
- 『見るわかる教育基本法』英伸三共編　三省堂　1985
- 『現代憲法大系 7 生存権・教育権』中村睦男共著　法律文化社　1989
- 『解説・子どもの権利条約』寺脇隆夫共編　日本評論社　1991
- 『新学習指導要領と教師』編著　エイデル研究所　1991
- 『教育関係法』日本評論社　1992　別冊法学セミナー
- 『子どもの権利条約の研究』法政大学現代法研究所　1992
- 『戦後政治と日本国憲法』三省堂　1996
- 『子どもの人権と現代教育法の諸問題』野上修市ほか共編著　エイデル研究所　1997年
- 『子どもの人権と裁判 子どもの権利条約に即して』編著　法政大学現代法研究所 1998
- 『教育基本法の「見直し」に反論する』暉峻淑子共編著　2002　かもがわブックレット
- 『日本の学術行政と大学』東京教学社　2002
- 『大学と法 高等教育50判例の検討を通して』中村睦男共編著　大学基準協会 2004　JUAA選書
- 『憲法と教育人権』編著　日本評論社 2006
- 『改訂新版「日本国憲法」なのだ!』赤塚不二夫共編著　草土文化　2013

## 記念論集
- 『憲法と教育法 永井憲一教授還暦記念』エイデル研究所　1991
- 『憲法と教育法と共に 私の研究と教育の軌跡 永井憲一先生古稀記念』2001
- 『強かに生きてきた70年 永井憲一古稀記念』2001